# Alice Călugăru
Alice Stephanie Stănescu Călugăru (n. 4 iulie 1886, Paris, Franța – d. 9 august 1933, Vatra Dornei, Suceava, România) a fost o poetă română.
Debutează încă din perioada liceului. De asemenea, va publica și în franceză sub pseudonimul Alice Orient.

## Biografie
Născută la Paris, părinții ei au fost Ștefan Stănescu Călugăru, ofițer în armata română, și soția sa Maria (născută Carabella). A urmat liceul la București, unde a fost colegă de clasă cu George Topîrceanu și a absolvit în 1907. A început publicarea de versuri la o vârstă fragedă, în Sămănătorul (1903) și Dumineca (1905). Singura carte de poezie pe care a publicat-o a fost Viorele (1905). Printre revistele cu care a colaborat sunt  Analele literare, politice, științifice, Viața literară, Luceafărul, Ramuri, Convorbiri Literare și Viața Românească.
S-a mutat la Paris după 1908, căsătorindu-se cu jurnalistul Louis Constant Edgar Müller în 1921. În Franța, ea s-a semnat cu pseudonimul Alice Orient. În 1914, ea a intrat cu poemul ei Les Perles în competiția literară Femina, câștigând al doilea premiu. Ea și soțul ei au călătorit în Belgia și America de Sud. O personalitate misterioasă, cu un destin tragic, ea poate fi identificată cu aventuriera Lilis din romanul ei autobiografic din 1924, La tunique verte. Lirismul ei, sensibilitatea modernă, claritatea senzuală și caracterul imaginilor ei anticipează poezia interbelică.

## Opera literară
- Viorele, București, 1905
- La Tunique verte, în limba franceză, Amiens, 1924
- Versuri, ediție îngrijită de Ecaterina Săndulescu, introducere de Dumitru Micu, București, 1968
- Scrieri, traducere de Virgil Tiberiu Spânu, îngrijită și prefață de Pavel Țugui, București, 1987
- Textes choisis, care cuprinde réeditarea romanului La Tunique verte și poezii traduse în limba franceză de Gabrielle Danoux, Franța, 2017